# Betty Mahmoody
Betty Mahmoody (ur. 9 czerwca 1945 w Alma, Michigan) – amerykańska działaczka na rzecz praw dzieci i kobiet; pisarka – autorka książki Tylko razem z córką.
W 1984 Mahmoody ze swoim mężem, z pochodzenia Irańczykiem i urodzoną w USA córką Mahtob wyjechała do Iranu. Miała to być krótka wizyta u krewnych, jednak na miejscu okazało się, że rodzina męża nie zezwoliła na powrót kobiety do Stanów Zjednoczonych. W końcu dzięki pomocy pewnej irańskiej rodziny dostała się do amerykańskiej ambasady w Turcji, skąd przewieziono ją z córką do USA. Swoje przeżycia opisała w książce zatytułowanej Tylko razem z córką. Jej książka znalazła się w księdze rekordów Guinnessa i stała się  bestsellerem, a także otrzymała nominację do nagrody Pulitzera. Na podstawie jej historii powstał film pt. Tylko razem z córką, w którym w rolę Betty Mahmoody wcieliła się aktorka Sally Field.